# Selección de fútbol de Mónaco
La selección de fútbol de Mónaco (en francés: Équipe de Monaco de football) es el equipo representativo del principado monegasco en el fútbol. Mónaco es miembro del Comité Olímpico Internacional (COI), y hasta 2010 estuvo afiliado a la NF-Board (predecesora de la actual Confederación de Asociaciones Independientes de Fútbol - ConIFA). Sin embargo, la Federación Monegasca de Fútbol decidió retirarse de la NF-Board en mayo de ese año, debido a la decisión del príncipe Alberto II de no permitir utilizar ningún símbolo patrio en partidos de la selección monegasca. Actualmente no es miembro de la FIFA ni de la UEFA, así que sus partidos no son reconocidos por estas instituciones y, por ende, no puede participar en los torneos que organizan.
La selección de este principado ha hecho varios intentos de obtener su afiliación a la FIFA, pero los cada vez más estrictos criterios de esta para aceptar nuevos miembros (como la obligatoriedad de tener liga propia) han frustrado sus intentos. Sin embargo, esta participó en la primera Copa Mundial VIVA en el año 2006, donde terminaron subcampeones tras perder en la final 21 a 1 contra Laponia.
Cabe aclarar que la selección de Mónaco no tiene ninguna relación con A. S. Mónaco, club de fútbol monegasco que participa en la primera división francesa, y el cual está supeditado a la Federación Francesa de Fútbol, ya que aun teniendo domicilio fiscal y deportivo en Mónaco, prácticamente ninguno de sus futbolistas es monegasco.

## Historia

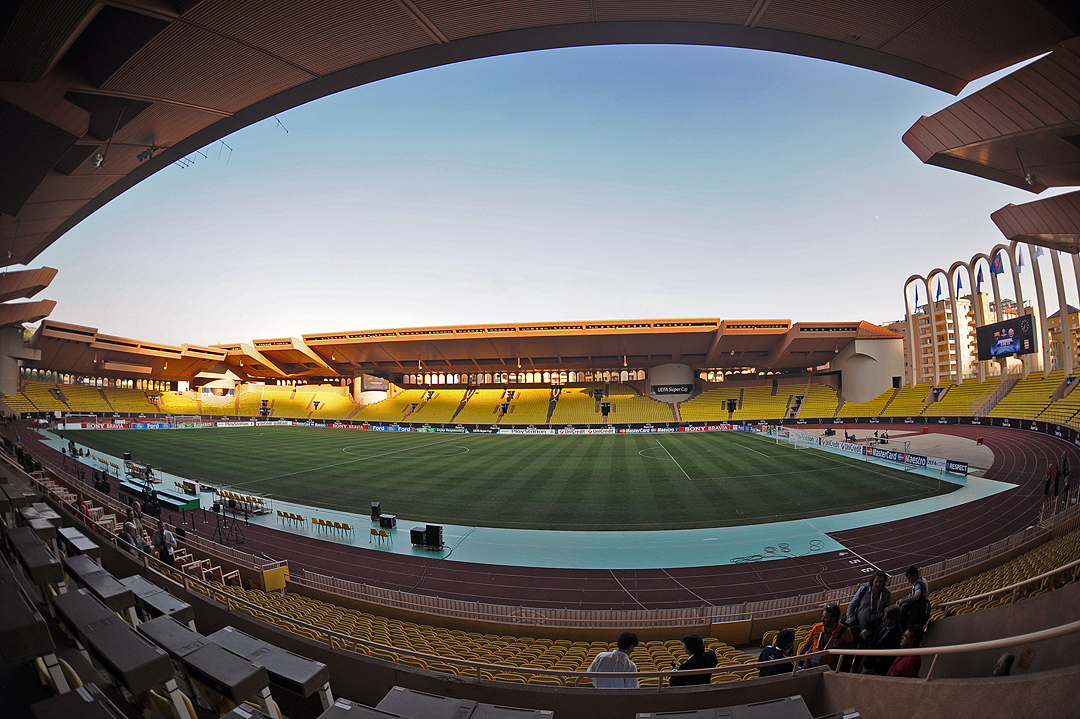
La selección de fútbol de Mónaco oficia de local en el Stade Louis II.

### Creación de la selección
Aunque la Federación Monegasca de Fútbol se fundó en 1960, Mónaco no contó con una selección nacional hasta 1982. Ese año, el organismo creó un combinado nacional, que se enfrentó al equipo olímpico de Groenlandia en un partido amistoso. Un año después, Mónaco participó en los Juegos Mediterráneos de 1987, su primera competición.
Finalmente, la NF-Board y la UEFA reconocieron al país en 2014, lo que les permitirá disputar torneos internacionales. Antes del reconocimiento, los jugadores que nacían en Mónaco eran franceses a efectos futbolísticos.

## Partidos
| Fecha                   | Lugar                           | Competición            |        | Rival        | Resultado                                                  |
| ----------------------- | ------------------------------- | ---------------------- | ------ | ------------ | ---------------------------------------------------------- |
| 14 de julio de 2001     | Friburgo de Brisgovia, Alemania | Amistoso               | Monaco | Tíbet        | 2-1                                                        |
| 18 de febrero de 2002   | Cap-d'Ail, Francia              | Amistoso               | Monaco | Gibraltar    | 2-2                                                        |
| 23 de noviembre de 2002 | Roma, Italia                    | Amistoso               | Monaco | Vaticano     | 0-0                                                        |
| 12 de febrero de 2005   | Béziers, Francia                | Amistoso               | Monaco | Occitania    | 0-0                                                        |
| 27 de mayo de 2005      | Gibraltar, Gibraltar            | Amistoso               | Monaco | Gibraltar    | 0-4                                                        |
| 17 de diciembre de 2005 | Cap-d'Ail, Francia              | Amistoso               | Monaco | Occitania    | 1-1                                                        |
| 17 de diciembre de 2005 | Cap-d'Ail, Francia              | Amistoso               | Monaco | Occitania    | 2-1                                                        |
| 22 de abril de 2006     | Cap-d'Ail, Francia              | Amistoso               | Monaco | Kosovo       | 1-7                                                        |
| 21 de noviembre de 2006 | Hyères, Francia                 | Copa Mundial VIVA 2006 | Monaco | Occitania    | 3-2                                                        |
| 23 de noviembre de 2006 | Hyères, Francia                 | Copa Mundial VIVA 2006 | Monaco | Laponia      | 0-14                                                       |
| 24 de noviembre de 2006 | Hyères, Francia                 | Copa Mundial VIVA 2006 | Monaco | Laponia      | 1-21                                                       |
| 20 de diciembre de 2008 | Cap-d'Ail, Francia              | Amistoso               | Monaco | Provenza     | 2-3                                                        |
| 3 de abril de 2010      | Tende, Francia                  | Amistoso               | Monaco | Occitania    | 1-5 Archivado el 18 de octubre de 2017 en Wayback Machine. |
| 7 de mayo de 2011       | Roma, Italia                    | Amistoso               | Monaco | Vaticano     | 2-1                                                        |
| 6 de octubre de 2012    | Cap-d'Ail, Francia              | Amistoso               | Monaco | Recia        | 1-2                                                        |
| 13 de febrero de 2013   | Saint-Zacharie, Francia         | Amistoso               | Monaco | Provenza     | 1-6                                                        |
| 22 de junio de 2013     | Cap-d'Ail, Francia              | Amistoso               | Monaco | Vaticano     | 2-0                                                        |
| 6 de abril de 2014      | Douglas, Isla de Man            | Amistoso               | Monaco | Ellan Vannin | 0-10                                                       |
| 10 de mayo de 2014      | Roma, Italia                    | Amistoso               | Monaco | Vaticano     | 2-0                                                        |
| 29 de abril de 2017     | Roma, Italia                    | Amistoso               | Mónaco | Vaticano     | 0-0                                                        |

## Estadísticas

### Copa Mundial VIVA
| Año            | Fase              | Posición          | PJ                | PG                | PE                | PP                | GF                | GC                |
| -------------- | ----------------- | ----------------- | ----------------- | ----------------- | ----------------- | ----------------- | ----------------- | ----------------- |
| Occitania 2006 | Subcampeón        | 2.º               | 4                 | 2                 | 0                 | 2                 | 7                 | 37                |
| Laponia 2008   | Sin participación | Sin participación | Sin participación | Sin participación | Sin participación | Sin participación | Sin participación | Sin participación |
| Padania 2009   | Sin participación | Sin participación | Sin participación | Sin participación | Sin participación | Sin participación | Sin participación | Sin participación |
| Gozo 2010      | Sin participación | Sin participación | Sin participación | Sin participación | Sin participación | Sin participación | Sin participación | Sin participación |
| Kurdistán 2012 | Sin participación | Sin participación | Sin participación | Sin participación | Sin participación | Sin participación | Sin participación | Sin participación |
| Total          | 1/5               | 2.º               | 4                 | 2                 | 0                 | 2                 | 7                 | 37                |

## Uniformes anteriores
| 2001 Local | 2002 Visita | 2006 Local | 2011 Local | 2011 Visita | 2012-13 Local | 2014 Local | 2014 Local |

Fuentes: